# Marij El
Marij El ili Mari El, prije Mari (ruski: Респу́блика Мари́й Эл; marijski: Марий Эл Республика) je federalni subjekt Ruske Federacije, odnosno jedna od njenih republika. Nalazi se u Privolškom saveznom okrugu.

## Zemljopis
Marij El se nalazi u istočnom dijelu Istočnoeuropske nizine (viditi točniji naziv) Ruske Federacije, duž rijeke Volge. Močvarna Marijska depresija se nalazi u zapadnom dijelu republike. 57 % ozemlja ove republike je pokriveno šumama.
- Površina: 23.200 km².
- Granice:
  - unutarnje: Nižnjenovgorodska oblast (JZ/Z/SZ/S), Kirovska oblast (S/SI/I), Tatarstan (JI/J), Čuvašija (J)
- Najviši vrh: 278 m
- Najveća udaljenost sjever-jug: nema podataka
- Najveća udaljenost istok-zapad: nema podataka
- Prosječno visina: nema podataka

### Rijeke
U Marij Elu ima 476 rijeka. Većinu ih se smatra malim rijekama, jer su uglavnom 10-50 m široke i 0,5-1,4 m duboke.
Obično se zamrznu od polovice studenog do polovice travnja. U veće rijeke spadaju: 
- Boljšaja Kokšaga
- Buj
- Ilet
- Iravka
- Kundiš
- Laž
- Malaja Kokšaga
- Mali Kundiš
- Nemda
- Rutka
- Uržumka
- Vetluga (plovna)
- Volga (plovna)
- Jušut

### Jezera
Ima preko 200 jezera u Marij Elu, a većina njih su površine manje od 1 km četvornog, a dubine od 1 – 3 m.
Brojna jezera se nalaze među močvarama. Močvare zauzimaju velike površine od onih veličine 10 – 70 km², do onih veličine 100 km², a obično se smrznu u prosincu. Prosječna dubina močvara je od 0,5 – 1,5 m (sve do 3 m), ali nemoguće ih je proći u jesen i u proljeće zbog poplava.
Veća jezera su:
- Karas
- Kičijer
- Jaljčik

- Tair
- Čeboksarsko umjetno jezero
- Umjetno jezero Samara

### Prirodna bogatstva
U republici praktički nema prirodnih resursa od industrijskog značaja. Od sirovina se mogu naci treset, mineralna voda i vapnenac.

### Klima
Klima je blaga kontinentalna klima. Zime su blago hladne i sniježne. Ljeta su topla, često kišna.
- Prosječna siječanjska temperatura: −13°C
- Prosječna srpanjska temperatura: +19°C
- Prosječna godišnja količina padaline: 450 – 500 mm

## Stanovništvo
Marijci, prije znani i pod imenom Čeremisi, su povolško-finski narod.
Govore dvama srodnim jezicima, nizinski marijski jezik ("Meadow Mari",  "марий йылме") i brdski marijski jezik ("мары йӹлмы"). Nizinski marijski je službeni jezik u republici, s ruskim jezikom. Brdski marijski se smatra inačicom.
Marijci nisu imali označeni teritorij prije ruske revolucije 1917. Danas samo 48,3 % Marijaca žive u Marij Elu. 4,1 % Marijaca živi izvan Ruske Federacije.
Struktura po narodnosti:
- Rusi 47,5 %
- Marijci 42,9 %
- Tatari 6,0 %

Ostali narodi i etničke skupine, kojih ima preko 50, čine 3,6 % stanovništva.
- Broj stanovnika: 727.979 (2002.)
  - gradsko: 459.687 (63,1 %)
  - selsko: 268.292 (36,9 %)
  - muško: 338.485 (46,5 %)
  - žensko: 389.494 (53,5 %)
- žena na 1000 muškaraca: 1.151
- Prosječna dob: 36,7 g.
  - gradska: 36,7 g.
  - seoska: 36,7 g.
  - muška: 34,0 g.
  - ženska: 39,0 g.
- Broj domaćinstava: 263.382 (sa 717.938 ljudi)
  - gradskih: 173.246 (s 455.006 ljudi)
  - seoskih: 90.136 (s 262.932 ljudi)
- Prosječni očekivani životni vijek: nema podataka

## Povijest
Za stara marijska plemena se znalo još od 5. stoljeća.  Kasnije su njihova područja bila znana kao podložnik Povolškoj Bugarskoj i Zlatnoj Hordi. 1440-ih su pripojena Kazanskom Kanatu, a pripala su Ruskom Carstvu padom Kazanskog Kanata 1552. godine. 
Marijska autonomna oblast je uspostavljena 4. studenog 1920.

Reorganizirana je u Marijsku ASSR 5. prosinca 1936. godine.
Autonomna republika Marij El u današnjem obliku je stvorena 22. prosinca 1990. godine.

## Politika
Na čelu republike je predsjednik. Leonid Igorevič Markelov je izabran u siječnju 2001., te ponovno 2004. godine. 

Mandat mu istječe 2008. godine.

## Gospodarstvo
Najrazvijenije industrije su strojogradnja, kovinoprerada, drvoprerada, proizvodnja rezane građe, trupaca, prehrambena industrija.
Većina gospodarskih društava se nalazi u glavnom gradu, Joškar-Oli, kao i u gradovima Kozmodemjansku, Volžsku i u Zvenigovu.

### Prijevozništvo
U republici je jedna zračna luka, 15 željezničkih postaja, 53 autobusne postaje i riječna luka na rijeci Volgi u Kozmodemjansku (te 4 manje luke).

## Kultura
Ima osam muzeja u Marij Elu. Najveći su Nacionalni muzej, Povijesni muzej i Republički muzej finih umjetnosti u Joškar-Oli te Muzej umjetnosti i povijesti u Kozmodemjansku.

## Obrazovanje
Najvažnije ustanove visokog obrazovanja su Marijsko državno tehničko sveučilište, Marijsko državno sveučilište i Marijski državni pedagoški institut. Svi su smješteni u Joškar-Oli.

## Vjera
Glavne vjeroispovijedi su pravoslavlje, ruski pravoslavni starovjernici i islam.
Tradicionalna marijska religija marla – kršćanstvo s elementima totemizma i šamanizma se dosta ispovijeda.

## Turizam
Marij El je omiljeno odredište turista iz Tatarstana. Ondje se, u dolini Ilet nalazi nacionalni park Marii Čodra, s brojnim atrakcijama, kao što su plovljenje brodom, jahanje, gljivarenje itd. Mariji Hodra je omiljeno mjesto kazanjskih tolkinista, gdje si oni odigravaju bitke.

## Vanjske poveznice
- Službene stranice  Arhivirana inačica izvorne stranice od 14. listopada 2008. (Wayback Machine)
- Gospodarstvo Marij Ela
- Slike i priče iz Marij Ela  Arhivirana inačica izvorne stranice od 2. srpnja 2019. (Wayback Machine)